# 컨서버토리 워터

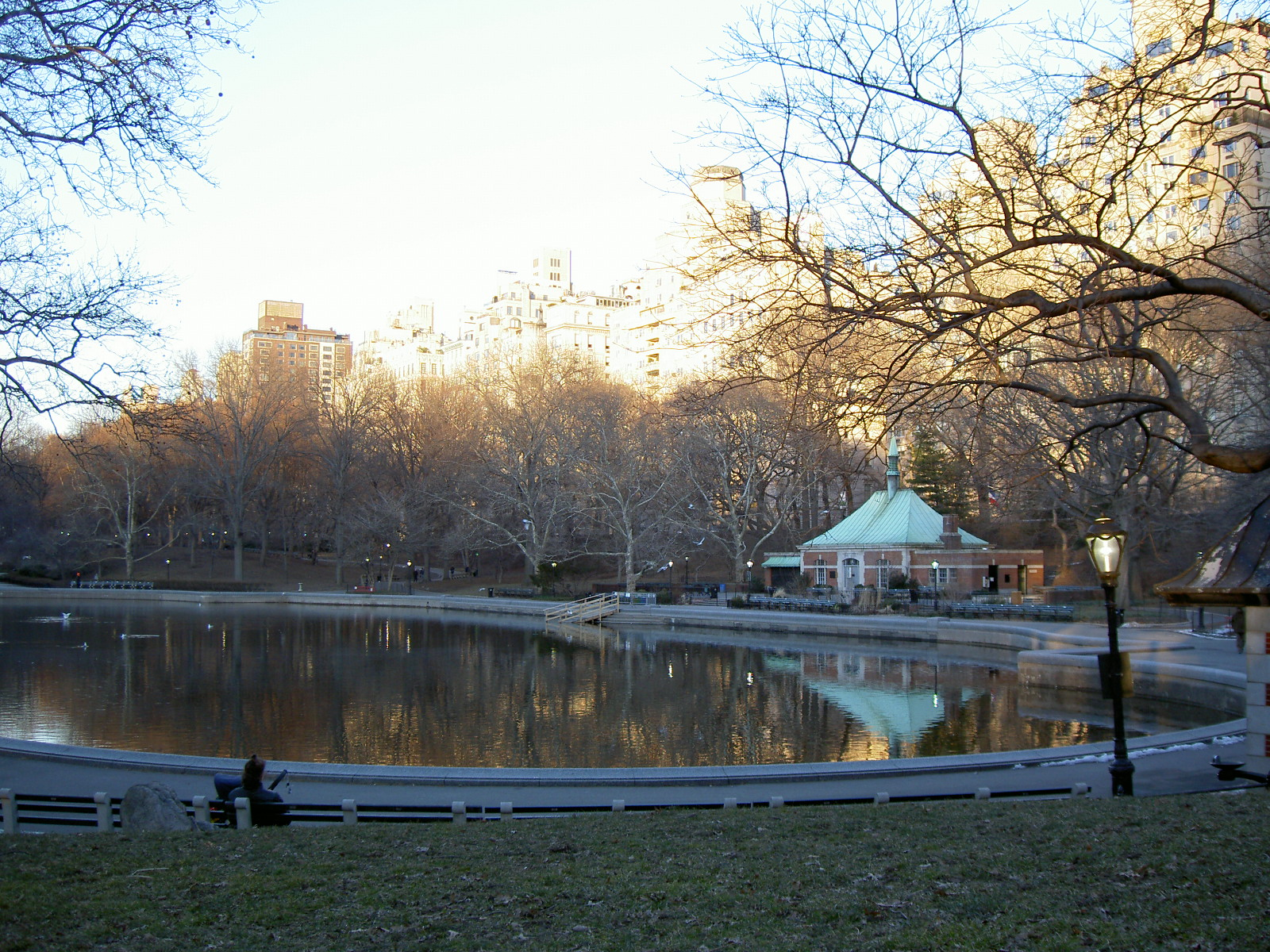
컨서버토리 워터

컨서버토리 워터(Conservatory Water)는 뉴욕 센트럴 파크 내에 있는 호수이다. 무선 조정 보트를 대여할 수 있다.